# Hôtel du Cap-Eden-Roc
Pour les articles homonymes, voir Eden Roc.
L'hôtel du Cap-Eden-Roc, aussi connu sous le nom d'Eden-Roc, est un hôtel d'Antibes (Alpes-Maritimes), situé à l'extrémité du cap d'Antibes.

## Historique
Il est construit en 1870 dans le style Napoléon III par le créateur du Figaro, Hippolyte de Villemessant. Sous le nom de « Villa Soleil », d'abord destiné au repos de journalistes et d'écrivains qui peuvent y travailler dans le calme, le bâtiment accueille notamment Jules Verne et Anatole France ; une plaque commémorative a depuis été installée à l'endroit où ce dernier s'installait pour écrire, dans la pinède. Ce qui est initialement une sorte de pension de famille est transformé en hôtel en 1889,. En 1903, son gérant, Antoine Sella le rachète et y attire une clientèle aristocratique britannique et russe lors de la saison hivernale. Pour financer les travaux de modernisation (chauffage, ascenseur, salles de bains), il compte sur l'aide de Lord Onslow, dont la femme obtient en contrepartie l'installation d'une roseraie et d'une sépulture pour son chien à proximité, origine du cimetière canin toujours en activité. En 1914, l'hôtel prend le nom d'Eden Roc. La même année, l'annexe moderne située en surplomb de la mer est édifiée par André Sella, fils d'Antoine, reliée au bâtiment historique par une large allée. Lors de la Première Guerre mondiale, l'hôtel est réquisitionné et devient un hôpital. Observant des infirmières se baigner dans la mer, Antoine Sella a ensuite l'idée de faire bâtir une piscine d'eau salée et à côté, une trentaine de « cabanes » où les clients peuvent manger et se reposer.
Il accède à une plus grande notoriété à partir des années 1920, étant désormais fréquenté la saison d'été par de nombreuses personnalités, des milieux artistiques ou économiques. Dans Tendre est la nuit, Francis Scott Fitzgerald écrit ainsi : « C'est un grand hôtel au crépi rose [...]. Une rangée de palmiers évente avec déférence sa façade congestionnée, tandis qu'une plage aveuglante s'étend à ses pieds. Un petit clan de gens élégants et célèbres l'a choisi récemment pour y passer l'été ». Le peintre Marc Chagall aimait venir y peindre. C'est au restaurant de l'hôtel que l'actrice Rita Hayworth rencontre le prince Ali Khan, avec qui elle se marie quelques mois plus tard.
Au milieu des années 1970, Slim Aarons a immortalisé la vie de l'hôtel à travers plusieurs photographies.
En 1969, l'industriel allemand Rudolf-August Oetker rachète l'hôtel ; il est redécoré par sa femme Maja. Il est à ce jour géré par Oetker Collection, et son PDG est Philippe Perd depuis 2005, après le départ de Jean-Claude Irondelle, gérant de l'établissement pendant 50 ans. Des travaux de rénovation d'un coût de 45 millions d'euros sont menés entre 2008 et 2015,. La carte du restaurant est depuis 2020 sous la responsabilité du chef Éric Frechon.

## Caractéristiques
Son adresse est 165-167 boulevard J. F. Kennedy, Antibes.
L'hôtel du Cap-Eden-Roc est composé de trois bâtiments :
- l'hôtel du Cap, le bâtiment principal dans un parc de 9 hectares de pins centenaires[8] ;
- le pavillon Eden-Roc, à flanc de rochers, surplombant la mer ;
- les Deux Fontaines.

Disposant de 118 chambres, il compte une piscine, creusée à même le roc, un restaurant gastronomique, un grill, plusieurs bars, un spa, une roseraie et des courts de tennis. 31 « cabanes » (des cabines privées) au bord de l'eau sont également disponibles, comprenant chacune une terrasse, une cabine, deux transats et un parasol,.
L'hôtel du Cap-Eden-Roc accueille certaines soirées du festival de Cannes,,,,.
L'hôtel a obtenu sa cinquième étoile le 30 septembre 2009.
En juillet 2016, l'hôtel a été distingué palace parmi les dix-neuf établissements répertoriés dans cette catégorie,.
Chaque année, il est fermé entre octobre et avril.

## Galerie

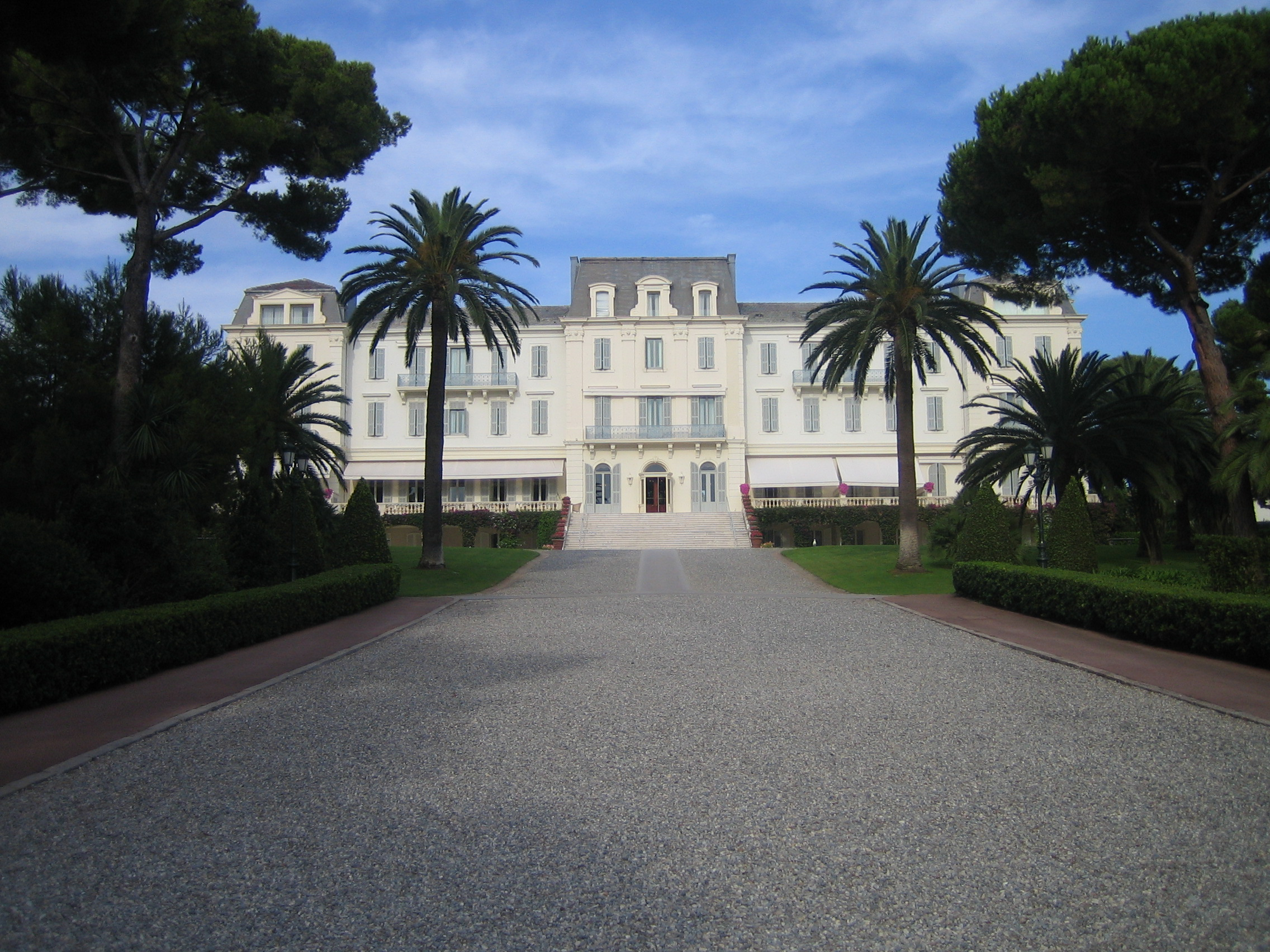
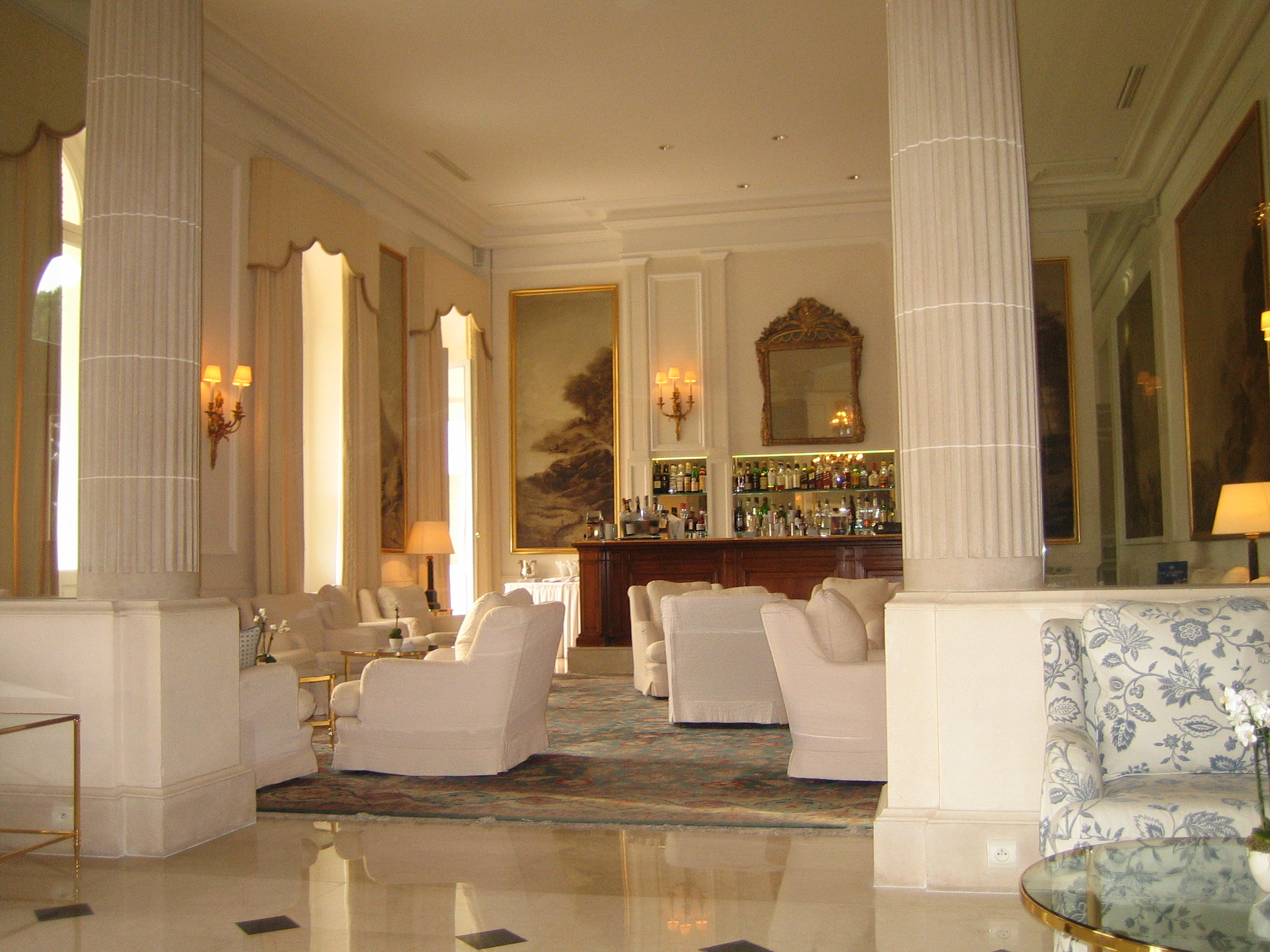
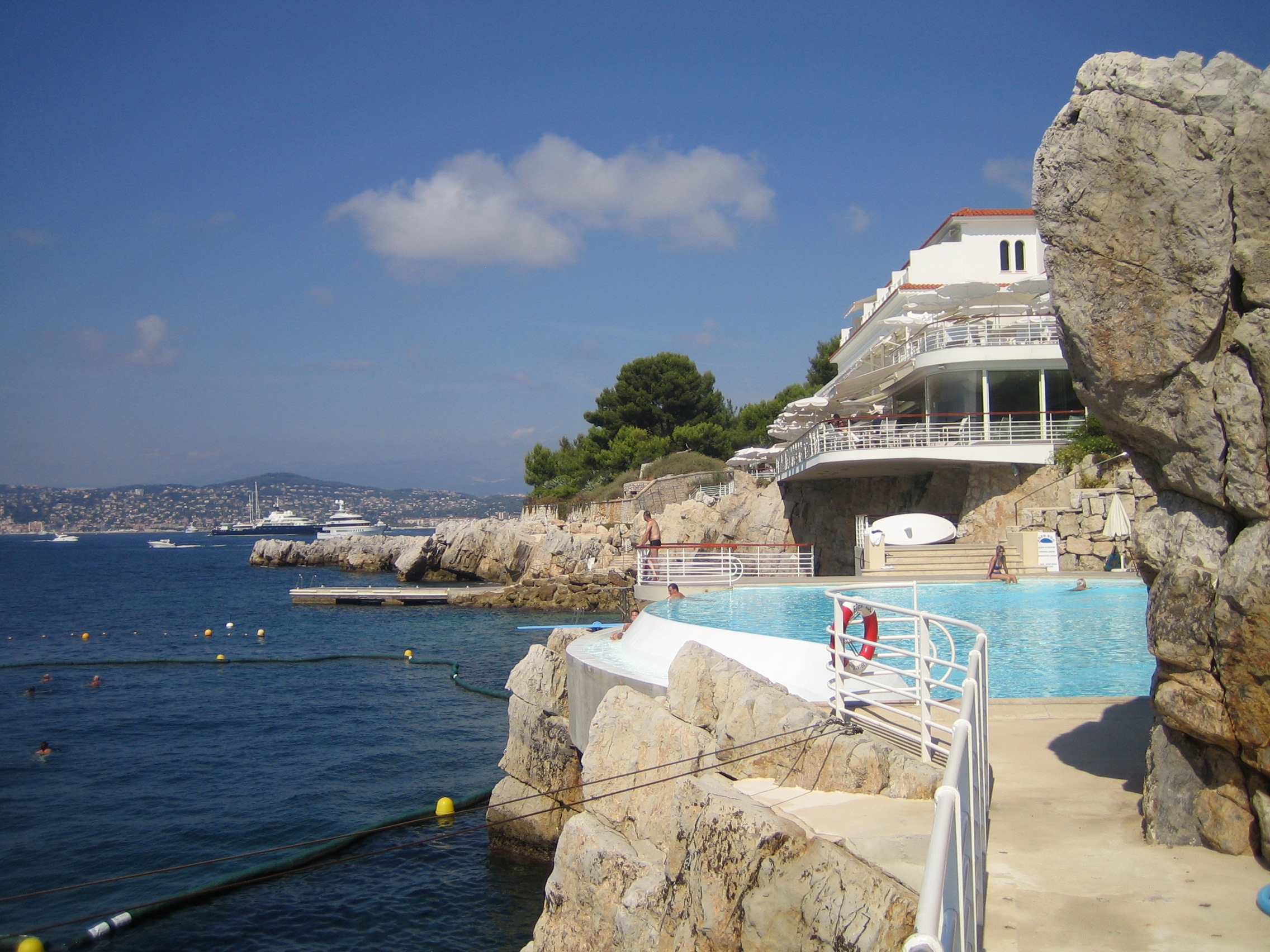